# Палешев Олександр Юрійович
Олександр Юрійович Палешев (нар. 24 вересня 1977) — український футболіст та футзаліст, півзахисник.

## Життєпис
Вихованець СДЮШОР «Торпедо» (Миколаїв). Учасник фінального розіграшу серед ДЮСШ України «Юність» та срібний призер фінального розіграшу серед ДЮСШ України «Надія». Розпочинав грати в аматорській команді «Гідролізник» (Ольшанське) 1995/97, володар Кубку області 1996 року. З 1995 по 2001 рік виступав за студентську збірну команду Українського Державного Морського Технічного Університету міста Миколаїв (УГМТУ колишній МКІ).
Фіналіст чемпіонатів та чемпіон першості України ВФСТ «Колос» в складі «Колоса» (Степове) 1997/99 (присвоєно звання кандидата в майстри спорту з футболу), також срібний призер чемпіонату Миколаївської області 1997/98 років і чемпіон області 1998/99 років. Чемпіон Херсонської області в складі «Динамо» (Цюрюпинськ) 1998/99 років.
У 1998-1999 роках був гравцем СК «Миколаїв». Дебют у вищій лізі — 7 липня 1998 року в матчі СК «Миколаїв» - «Нива» (Тернопіль), 0:1. Всього у вищому дивізіоні зіграв шість матчів.
У 2001 році виступав за «Водник» (Миколаїв) (чемпіон Миколаївської області 2001 року, володар Кубка Миколаївської області 2001 року). Коли на підприємстві «Зоря — Машпроект» була відроджена футбольна команда, Палешев став виступати в її складі (володар Кубку Миколаєва 2002 і 2003 років).
З 1998 року грав у футзал. Учасник фінальних розіграшів «Кубку Президента» (Київ) серед студентських команд у 1999 та 2000 років. Перший гравець-миколаївець, який представив місто в чемпіонаті України на професіональному рівні. Виступав з 2000 року в командах: Вища ліга: «Колос» (Суми, 2000 рік), «Море» (Іллічівськ, 2001 рік); Перша ліга: «СК Педуніверситет» (Миколаїв, 2001/02) та «Зоря-Машпроект» (Миколаїв, 2002/03) — граючий головний тренер. За два сезони проведених в Першій лізі зіграв 38 матчів, забив 57 м'ячів, двічі входив до п'ятірки найкращих бомбардирів першої ліги. Дворазовий чемпіон спартакіади серед промислових підприємств України з футзалу 2001 і 2002 роки (присвоєно звання кандидата в майстри спорту з футзалу).
З 2007 року грав у чемпіонаті Миколаївської області з футзалу за миколаївські команди «Марконі» (2007), «НІБУЛОН»  (2007—2009), «Ольвія-2007» (2009—2010), «Тотал» (2010—2011), «Інтерспорт» (2013—2014), «Вітерра» (2014—2015), СК «Миколаїв» (2015), «Алектор» (2016), «Фенікс», «Житолрембуд-Зоря» (2017), «Фенікс» (2018-2019). Учасник першого в історії Миколаївського футзалу «Матчу всіх зірок» 2018 року. У складі «Фенікса» бере участь у ветеранському футзалі: переможець Різдвяного турніру 2019 року, місто Миколаїв. Брав участь у Кубку України 40+, 2019 рік, місто Одеса.